# Kostkowo (przystanek kolejowy)
Kostkowo – nieczynny przystanek kolejowy a dawniej stacja w Kostkowie na linii kolejowej nr 230 Wejherowo – Garczegorze, w województwie pomorskim. Przystanek został zamknięty 1 czerwca 2001 roku.